# Kir Boelytsjov

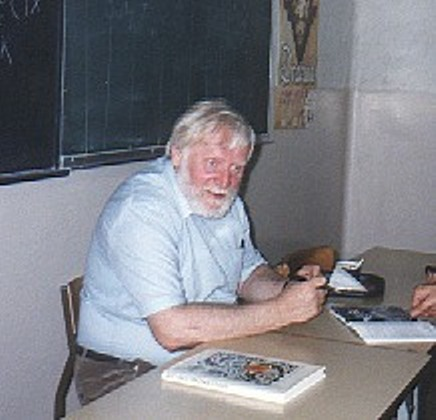
Kir Boelytsjov, gefotografeerd tijdens de PolCon (een Poolse Sciencefiction conventie) 1997, in Katowice

Kir Boelytsjov  (ook wel als Kiril Boelitsjev) (Russisch: Кир Булычёв), pseudoniem voor Igor Vsevolodovitsj Mozjejko (Russisch: Игорь Всеволодович Можейко) (Moskou, 18 oktober 1934 – Moskou, 5 september 2003), was een Russisch schrijver, vooral van sciencefiction.

## Leven en werk
Boelytsjov sloot in 1957 een studie linguïstiek af in Moskou en werkte daarna enige tijd als journalist. Later werd hij wetenschapper bij het Instituut voor Oosterse Studies van de Academie voor Wetenschappen, met als specialisme Birma.
Boelytsjov schreef tal van wetenschappelijke werken en artikelen, maar werd vooral bekend door zijn sciencefiction-werk. Ook had hij veel succes met een serie kinderverhalen rondom het meisje Alissa (feitelijk zijn dochter), die aan het einde van de 21e eeuw allerlei avonturen beleeft op de aarde en in de ruimte, in Rusland verfilmd als televisieserie. Boelytsjov schreef ook diverse romans en verhalen voor volwassenen, vooral satirisch werk over problemen van alledag in de Sovjet-Unie. Verder is hij auteur van een twintigtal draaiboeken voor films, onder meer “Het mysterie van de derde planeet” (1981), Humanoïde vrouw (1981) en “Gast uit de toekomst” (1985).

## Werken (selectie)

### Kinderboeken
- Het meisje van de aarde, 1984 (Девочка, с которой ничего не случится)
- De lila kogel, Kinderbuchverlag Berlin, 1986 (Лиловый шар)
- Het meisje uit de toekomst, 1987 (День рождения Алисы en Пленники астероида)
- Alissa jaagt op de piraten, 1988 (Сто лет тому вперед, verkort)
- Julka en de buitenaardsen, 1989 (Два билета в Индию)

### Boeken voor volwassen
- Mag ik Nina Even?, A.W. Bruna, 1979. Bruna SF 106, ISBN 90-229-9106-7. vertaling van Loedi Kak Loedi (1975), vertaald door Ef Leonard
- Het Mars-elixer, 1980 (Марсианское зелье)
- De oneindige wil van het Sovjetvolk
- De bergpas (Перевал)
- Zij die overleven
- Aarde en elders
- Bezoek aan de kosmos
- Een taak voor de kinderen der aarde, 1977

### Non-fictie
- Aan de mast een doodskop - Piraterij in de Indische Oceaan
- 7 en 37 wonderen van de wereld
- 1185 A.D. (1989)
- Zuidoost-Azië: eenheid in verscheidenheid (1989)